# Овсянников, Дмитрий Владимирович (хоккеист)
Дмитрий Владимирович Овсянников (род. 20 августа 1970 или 31 октября 1970, Минск) — советский и белорусский хоккеист, нападающий, Тренер.

## Биография
Воспитанник минской «Юности». Дебютировал в сезоне 1988/89 второй советской лиги в составе ШВСМ «Прогресс» Гродно. Два сезона выступал за «Химик» Новополоцк, в начале сезона 1992/93 перешёл в «Динамо» Минск, затем — в «Тивали». Сезон 1997/98 провёл в петербургском СКА, по ходу сезона получил травму, играл за «СКА-2». В сезоне 1999/2000 играл за белорусские «Юность-Минск» и ХК «Минск». Следующий сезон начал в российском клубе «Мотор» Заволжье. Вернувшись в Белоруссию, выступал за «Гомель» (2000/01 — 2001/02), «Керамин» (2002/03), «Химволокно» (2003/04), «Брест» (2004/05), «Витебск» (2005/06), «Металлург» Жлобин (2006/07).
Тренер «Металлурга» Жлобин (2006/07 — 2007/08, 2009/10), главный тренер ХК «Брест-2» (2011/12), тренер «Лиды» (2012/13), главный тренер «Лиды-2» (2013/14), «Энергии» Электренай (2014/15), «Бобруйска» (2017/18). Тренер юношеских команд ХК «Форвард» СПб (2018/19), тренер ХК «Гомель» (2019/20 — 2020/21), тренер «Локомотива» Орша (с 2022).
- Чемпион Белоруссии (1993, 1994, 1995)
- Серебряный призёр чемпионата Белоруссии (1996, 1997, 2000, 2003)
- Обладатель Кубка Белоруссии (2002)